# Willie Jones (baloncestista)
William A. "Willie" Jones (29 de junio de 1936) es un exjugador de baloncesto estadounidense que disputó cinco temporadas en la NBA, además de jugar en la EPBL. Con 1,91 metros de estatura, jugaba en la posición de base.

## Trayectoria deportiva

### Universidad
Jugó durante su etapa universitaria con los Wildcats de la Universidad Northwestern, promediando en su última temporada 17,5 puntos y 8,5 rebotes por partido, lo que le valió para ser incluido en el segundo mejor quinteto de la Big Ten Conference.

### Profesional
Fue elegido en la trigésimo sexta posición del Draft de la NBA de 1960 por Detroit Pistons, donde jugó cinco temporadas a la sombra de jugadores como Don Ohl o Gene Shue. su mejor actuación se produjo en la temporada 1962-63 cuando promedió 9,2 puntos, 2,9 rebotes y 2,4 asistencias por partido.
Acabó su carrera jugando en la EPBL.

## Estadísticas de su carrera en la NBA

### Temporada regular
| Temporada | Edad | Equipo          | Liga | P   | TIT | MIN  | TC  | TCA | %TC  | 3P | 3PA | %3P | TL  | TLA | %TL  | R.OF. | R.DEF. | REB | ASIS | ROB | TAP | PER | FP  | PTS |
| 1960-61   | 24   | Detroit Pistons | NBA  | 35  |     | 12.9 | 2.2 | 6.2 | .361 |    |     |     | 1.1 | 1.8 | .635 |       |        | 2.7 | 1.8  |     |     |     | 2.6 | 5.6 |
| 1961-62   | 25   | Detroit Pistons | NBA  | 69  |     | 14.6 | 2.6 | 6.9 | .373 |    |     |     | 0.9 | 1.5 | .634 |       |        | 2.6 | 1.7  |     |     |     | 2.0 | 6.1 |
| 1962-63   | 26   | Detroit Pistons | NBA  | 79  |     | 18.6 | 3.9 | 9.2 | .418 |    |     |     | 1.5 | 2.1 | .720 |       |        | 2.9 | 2.4  |     |     |     | 2.6 | 9.2 |
| 1963-64   | 27   | Detroit Pistons | NBA  | 77  |     | 20.0 | 3.4 | 8.8 | .390 |    |     |     | 1.3 | 1.8 | .709 |       |        | 3.3 | 2.2  |     |     |     | 2.7 | 8.2 |
| 1964-65   | 28   | Detroit Pistons | NBA  | 12  |     | 8.4  | 1.8 | 4.3 | .404 |    |     |     | 0.2 | 0.5 | .333 |       |        | 0.8 | 0.6  |     |     |     | 1.1 | 3.7 |
| Total     |      |                 | NBA  | 272 |     | 16.8 | 3.1 | 7.9 | .393 |    |     |     | 1.2 | 1.7 | .682 |       |        | 2.8 | 2.0  |     |     |     | 2.4 | 7.4 |

### Playoffs
| Temporada | Edad | Equipo          | Liga | P  | MIN | TCA | TC  | 3PA | 3P | TLA | TL | R.OF. | REB | ASIS | ROB | TAP | PER | FP | PTS | %TC  | %3P | %FT  | MIN  | PTS  | REB | AST |
| 1960-61   | 24   | Detroit Pistons | NBA  | 3  | 40  | 12  | 29  |     |    | 6   | 7  |       | 7   | 6    |     |     |     | 6  | 30  | .414 |     | .857 | 13.3 | 10.0 | 2.3 | 2.0 |
| 1961-62   | 25   | Detroit Pistons | NBA  | 9  | 180 | 43  | 101 |     |    | 13  | 14 |       | 23  | 31   |     |     |     | 27 | 99  | .426 |     | .929 | 20.0 | 11.0 | 2.6 | 3.4 |
| 1962-63   | 26   | Detroit Pistons | NBA  | 4  | 67  | 11  | 28  |     |    | 6   | 8  |       | 7   | 6    |     |     |     | 10 | 28  | .393 |     | .750 | 16.8 | 7.0  | 1.8 | 1.5 |
| Total     |      |                 | NBA  | 16 | 287 | 66  | 158 |     |    | 25  | 29 |       | 37  | 43   |     |     |     | 43 | 157 | .418 |     | .862 | 17.9 | 9.8  | 2.3 | 2.7 |